# Konsthandlarens kista
Konsthandlarens kista (originaltitel: The Greek Coffin Mystery), deckarförfattaren Ellery Queens fjärde roman, utgiven 1932. På svenska kom den ut 1933. Den återutgavs i en häftat utgåva i Delfinserien 1963.

## Handlingen
Den internationellt kände konsthandlaren och konstsamlaren Georg Khalkis  dör av en hjärtattack. Direkt efter begravningen upptäcker hans advokat att det nyligen undertecknade testamentet är försvunnet, trots att det fanns i kassaskåpet direkt före begravningen.
Fallet utreds av kommissarie Richard Queen vid mordkommissionen, som får hjälp av sin son, författaren och detektiven Ellery Queen. 
Boken är berömd för att det är första gången som en deckare av Ellery Queen innehåller flera lösningar på mordgåtan. Det vill säga lösningar som senare visar sig vara felaktiga på grund av någon omständighet som dyker upp. Denna gimmick används senare av Queen i flera romaner.
Bokens förord är skrivet av pseudonymen J.J. McC (saknas i de svenska utgåvorna).